# 코스모 자비스
해리슨 코스모 크리코리안 자비스('(Harrison Cosmo Krikoryan Jarvis, 1989년 9월 1일 ~ )는 영국의 배우이자 가수이다.

## 출연 작품
- 스푹스: MI5 (2015)
- 레이디 맥베스 (2016)
- 헌터 킬러 (2018)
- 말과 함께 평화를 이루다 (2019)
- 쇼군 (2024)